# Mecoya
Mecoya is een plaats in het departement Tarija, Bolivia. Het is naar aantal inwoners de zevende grootste plaats van de gemeente Padcaya, gelegen in de provincie Aniceto Arce. 

## Bevolking
| Jaar | Populatie |
| ---- | --------- |
| 1992 | 238       |
| 2001 | 222       |
| 2012 | 297       |